# 聖アンデレ十字

聖アンデレ十字

聖アンデレ十字（せいアンデレじゅうじ）または聖アンドロス十字（せいアンドロスじゅうじ）は、キリスト教で用いられる十字架を模したシンボルのひとつ。
一般に、カトリック教会では聖アンデレ十字、正教会では聖アンドロス十字と呼ばれる。日本では、英語名のセント・アンドリュー・クロス（Saint Andrew's Cross）、ロシア語名のアンドレイ十字（Андреевский крест）、または聖アンドレイ十字（крест святого Андрея）の名でも知られる。

## 概要

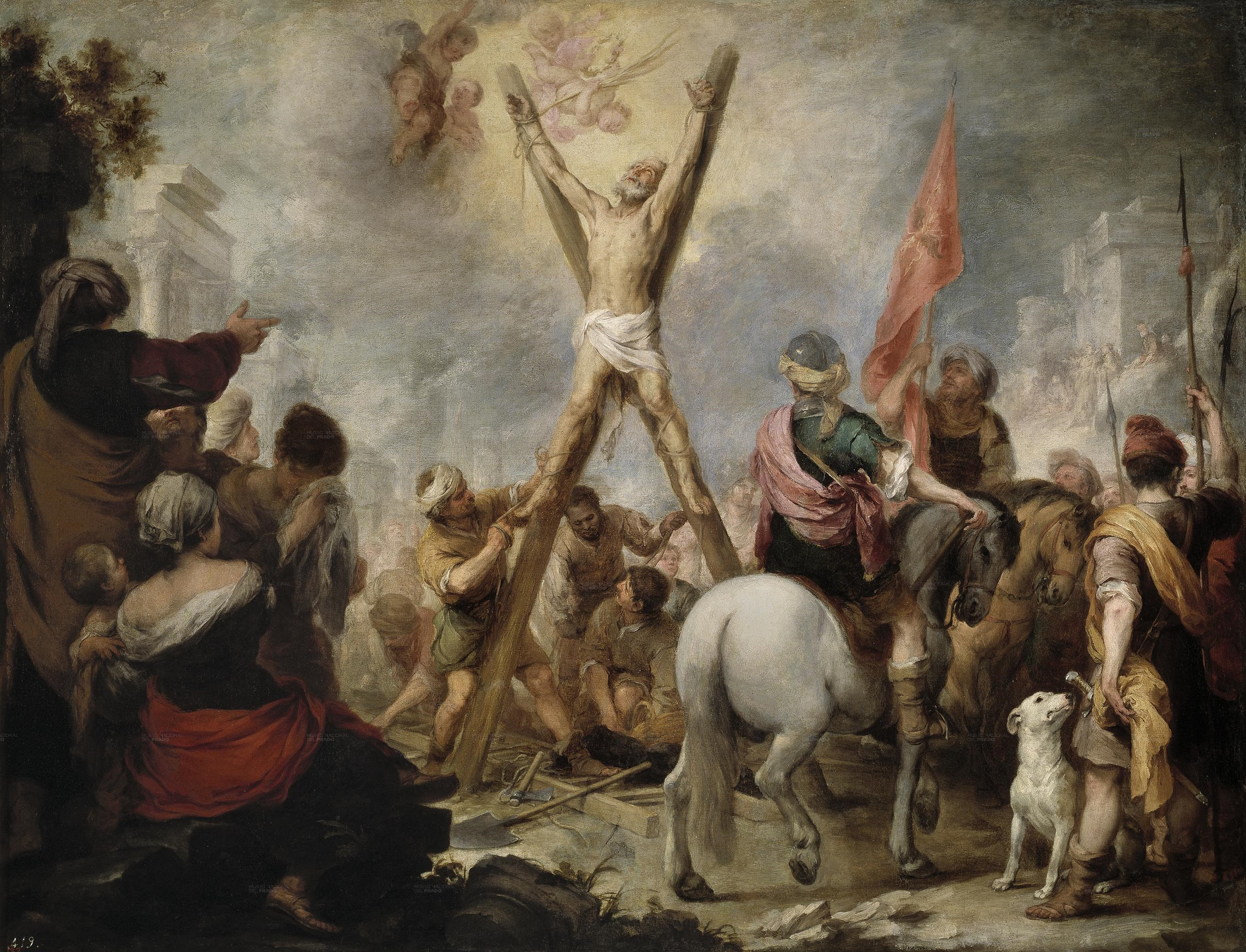
処刑される聖アンデレ

シンボリスム的解釈では、十字（架）が太陽の象徴であるのに対し、斜め十字（架）は月の象徴である。
聖アンデレ十字は二本の直線が斜めに交差したX十字型の文様であり、名前はキリストの十二使徒のひとりでX字型の十字架で処刑されたとされる聖アンデレに由来する。
スコットランドではセント・アンドリューが守護聖人であり、セント・アンドリュー・クロスが国旗となっている。そのため、その他の様々なもののデザインにスコットランドを象徴するものとして組み込まれている。それには次のような伝説がある。
9世紀初頭、スコットランド系のピクト族の王フングスがイングランド系のウェスト・サクソン王アセルスタンに攻められた。援軍に駆けつけたスコットランド王アカイウスは戦いの前夜、光り輝く聖アンデレ十字の夢を見て、これを吉兆だと感じた。そして、翌日の戦いはスコットランド側の圧勝だった。その後、フングスはセント・アンドリューの寺院を建立すると共にセント・アンドリュー・クロスを自らの象徴とし、アカイウスはセント・アンドリューに因んだ勲章（後のシッスル勲章）を制定した。
ロシアでは17世紀末の1689年ピョートル大帝によって青いX十字がデザインされた聖アンドレイ勲章が制定された。そして同じ頃、彼のデザインによる白地に青十字の聖アンドレイ旗が海軍の軍艦旗に定められた。

## 旗としての使用

スコットランド国旗

ロシア海軍軍艦旗

セント・アンドリュー・クロスと言った場合は特に旗の名前としても有名で、この場合、青地に白のサルタイアー（Saltire。紋章学用語で『斜め十字帯』の意味）、または白地に青のソールタイアの旗の両方を指す。スコットランドの国旗（青地に白十字）、ロシア海軍やウクライナ国海軍の軍艦旗（白地に青十字）、カナダのノバスコシア州の州旗（白地に青十字）等に用いられている。
スコットランドで最初にX十字旗が使われたのは800年頃で、フングス王によるとされている。しかし、当初は色が決まっていなかった。赤いX十字がセント・パトリック・クロスとしてアイルランドの国旗となるのはかなり後の時代であり、セント・ジョージ・クロスのような普通の十字とは明らかに異なるX十字は当時珍しかったため、色が区々でも他の国との識別が出来たためであるとされている。十字の色が白と決まったのは1385年のことである。そして、地の色が青と決まったのはそれより更に後の17世紀であった。
ロシア海軍の軍艦旗として知られている聖アンドレイ旗は、スコットランドのセント・アンドリュー・クロスとは青と白が逆になっている。
セント・アンドリュー・クロスという用語は、厳密には白と青からなるものだが、色に関係ない様々なX字型のデザインをあらわすのに誤用されることがある。たとえば青に黄色のX字型のセント・オールバンズ・クロスがよく混同される。
ブルゴーニュ公フィリップ善良公は聖アンデレを守護聖人とする金羊毛騎士団を設立し、白地に赤色の聖アンデレ十字を騎士団および公国の旗として使用した。これはブルゴーニュ十字とも呼ばれ、騎士団を継承したスペインおよび同領ネーデルラント、その他ヌエバ・エスパーニャなどの副王領で使われた。
また、聖アンデレ十字を用いた旗のデザインは、アメリカ南北戦争の際の南軍旗のデザインの発想の源になったという説もある（アメリカ連合国の国旗を参照）。

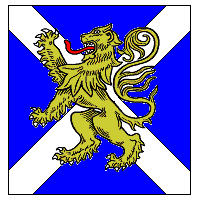
ロイヤル・スコットランド連隊の識別フラッシュ
ノバスコシア州旗
ロシア海軍の艦首旗
ブルゴーニュ十字

## 紋章
スコットランドの国旗であるセント・アンドリュー・クロスは、スコットランドに所縁のある人物や土地の紋章にも組み込まれている。

スコットランド女王としてのエリザベス2世のコート・オブ・アームズ。
ノバスコシア州のコート・オブ・アームズ。
ヘイグ伯爵のシールド。

## 勲章

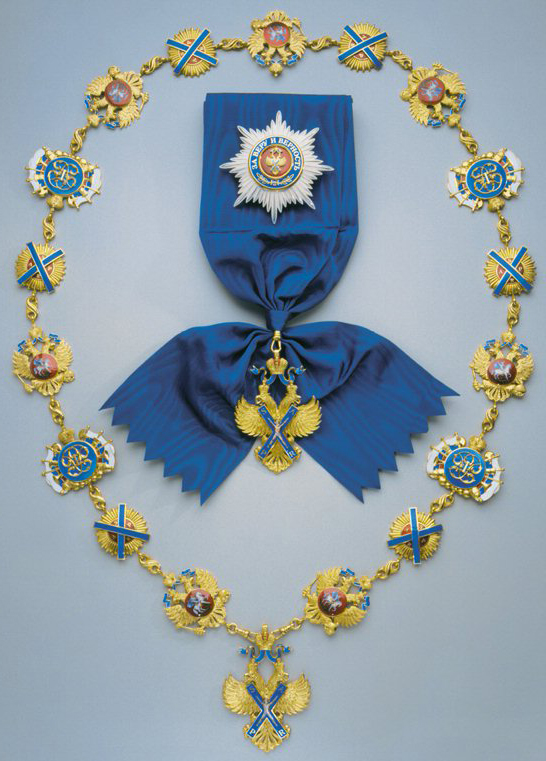
ロシアの聖アンドレイ勲章

帝政ロシアで最初に制定された、最高位の勲章は聖アンドレイ名を冠した聖アンドレイ勲章（Орден Святого апостола Андрея Первозванного）であり、その記章や頚飾には青い聖アンドレイ十字が配されていた。
現在でもスコットランドの最高勲章であるシッスル勲章は、頚飾と大綬章の記章がセント・アンドリュー・クロスを抱えたセント・アンドリュー像であり、星章は銀製のセント・アンドリュー・クロスの背後から銀色の光線が差している構図である。

シッスル勲章
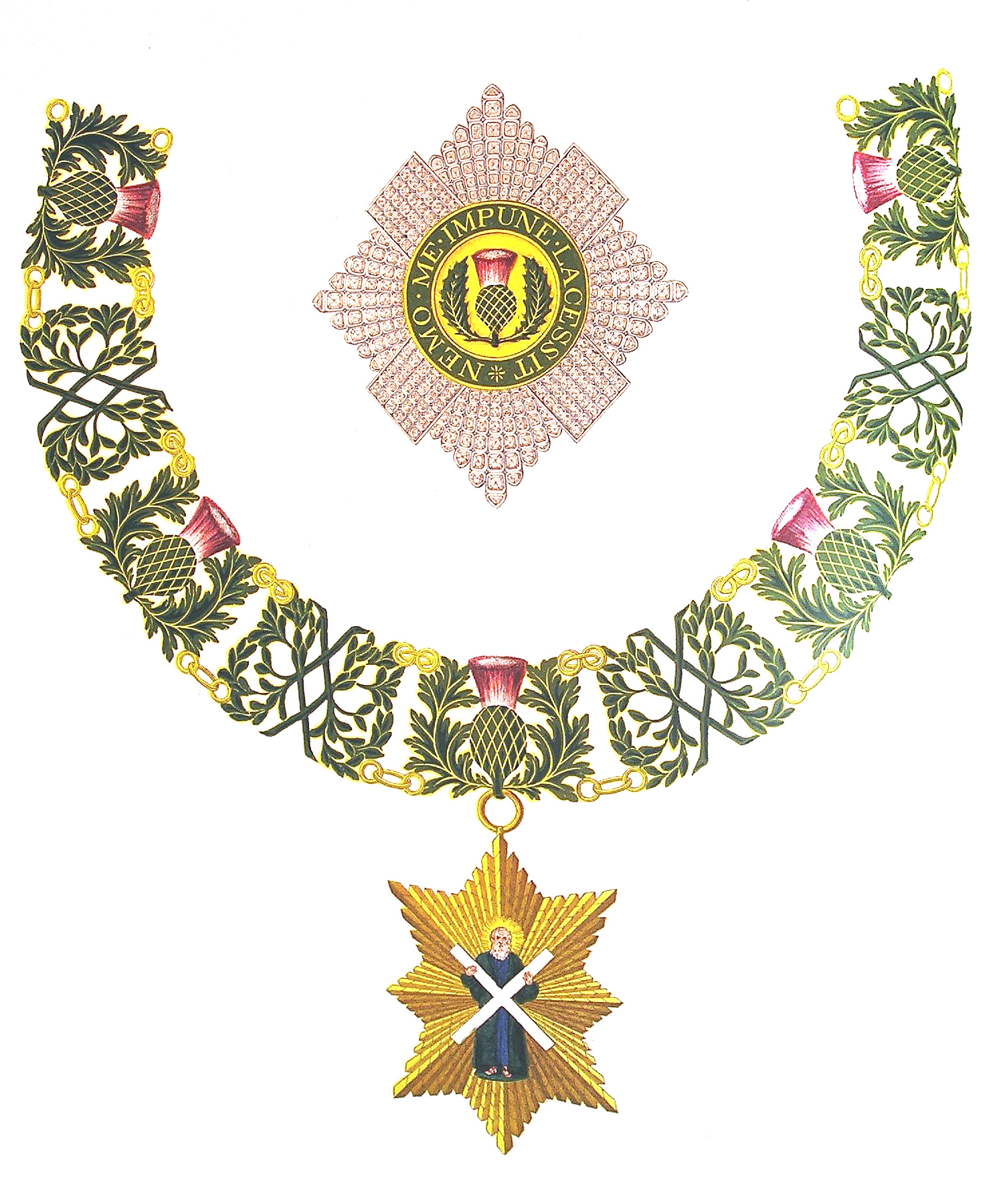
頚飾
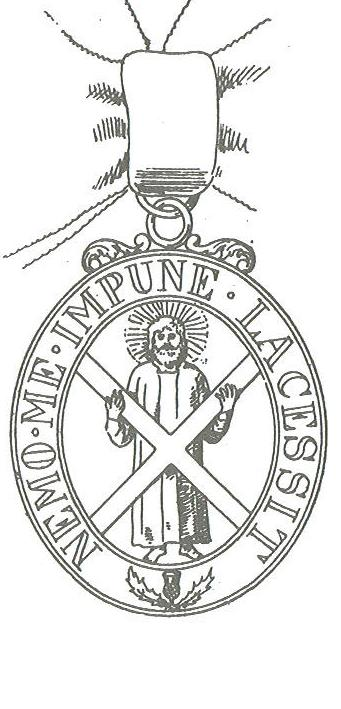
大綬章
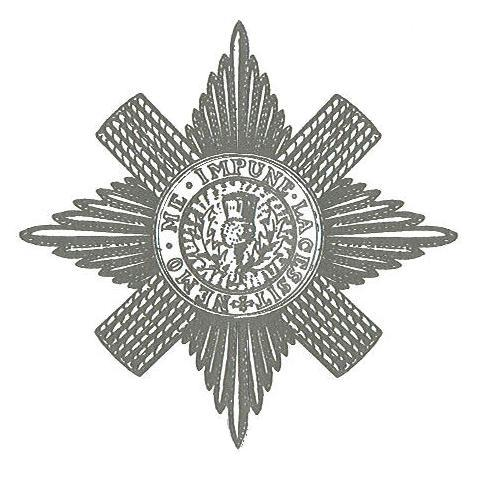
星章

## 軍隊の部隊章
イギリス陸軍では、これまで存在した数多くのスコットランド連隊がセント・アンドリュー・クロスを組み込んだ部隊章を使用してきた。そして、それらの部隊のうち歩兵部隊の殆どが統合されたロイヤル・スコットランド連隊でも、識別旗や帽章に組み込まれている。また、現存するもう一つの現役スコットランド歩兵連隊であるスコッツガーズの帽章も、セント・アンドリュー・クロスを基本としてデザインされたシッスル勲章の星章を模したものである。

ロイヤル・スコットランド連隊に統合された連隊の帽章
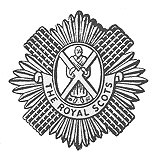
ロイヤル・スコッツ連隊
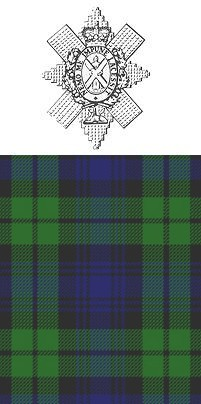
ブラックウォッチ
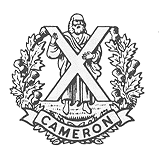
キャメロン・ハイランダーズ
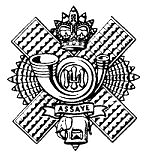
ハイランド軽歩兵（71,74）

帝政ロシアの陸軍でも部隊章に聖アンドレイ十字がデザインされており、近衛連隊の徽章には青い聖アンドレイ十字が使われていた。

帝政ロシア陸軍の部隊章
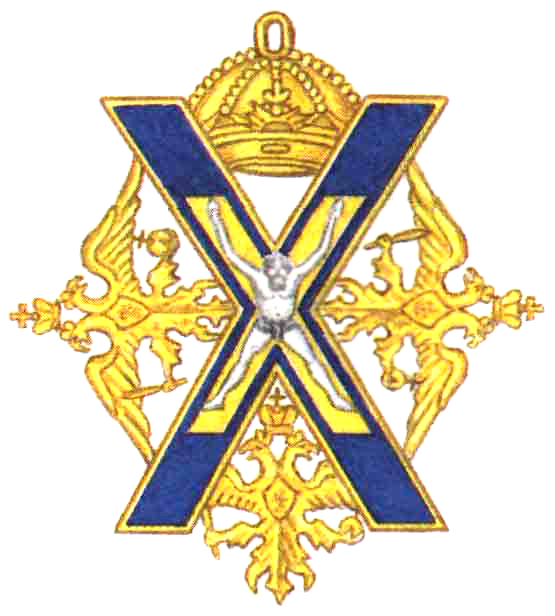
プレオブラジェンスキー近衛連隊
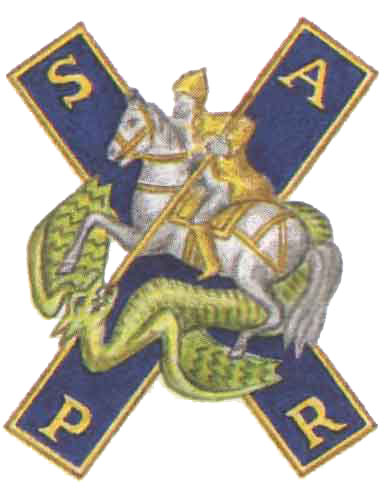
モスコフスキー近衛連隊
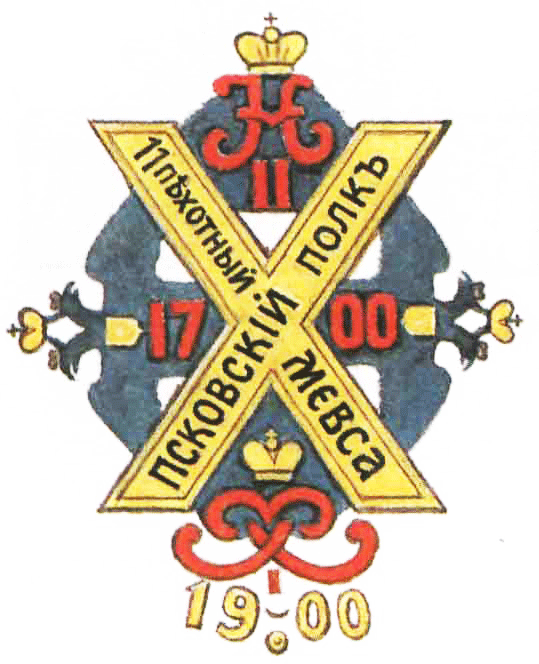
第11連隊

## 参考資料

### 書籍
- 君塚直隆『女王陛下のブルーリボン : ガーター勲章とイギリス外交』NTT出版、2004年。ISBN 4-7571-4073-8。
- V.A. Durov (1989). RUSSIAN AND SOVIET MILITARY AWARDS - Order of Lenin Statate History Museum. Lenin State History Museum.
- Wilkinson, Frederick (1997). Badges of the British Army. Orion Publishing Co. ISBN 978-1-8540-9426-1.
- Simon Dunstan (1996). The Guards : Britain's houshold division. London: Windrow & Greene. ISBN 978-1-85915-062-7.
- ホイットニー・スミス 『世界旗章大図鑑』 平凡社、1977年。